# Leucanopsis jonesi
Leucanopsis jonesi là một loài bướm đêm thuộc phân họ Arctiinae, họ Erebidae.